# Elaeocarpaceae
Le Eleocarpacee (Elaeocarpaceae Juss., 1824) sono una famiglia di piante dell'ordine Oxalidales (assegnata all'ordine Malvales dalla classificazione tradizionale).

## Tassonomia
Comprende i seguenti generi:
- Aceratium DC.
- Aristotelia L'Her.
- Crinodendron Molina
- Dubouzetia Pancher ex Brongn. & Gris
- Elaeocarpus L.
- Peripentadenia L.S.Sm.
- Platytheca Steetz
- Sericolea Schltr.
- Sloanea L.
- Tetratheca Sm.
- Tremandra R. Br. ex DC.
- Valea Mutis ex L.f.